# Bupleurum setaceum
Bupleurum setaceum är en flockblommig växtart som beskrevs av Edward Fenzl. Bupleurum setaceum ingår i släktet harörter, och familjen flockblommiga växter. Inga underarter finns listade i Catalogue of Life.